# Joseph Henry Sharp

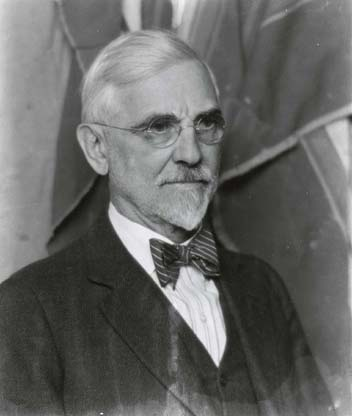
Joseph Henry Sharp um 1910.

Joseph Henry Sharp (* 27. September 1859 in Bridgeport, Ohio; † 29. August 1953 in Pasadena, Kalifornien) war ein US-amerikanischer Maler.
Sharp war 1893 einer der ersten amerikanischen Künstler, die Taos in New Mexico besuchten, zusammen mit John Hauser. Er wurde Gründungsmitglied der Taos Society of Artists und wird allgemein als „Spiritual Father“ (Geistiger Vater) derselben angesehen. Er malte Porträts von Indianern und Szenen aus deren kulturellen Leben sowie westamerikanische Landschaften. Präsident Theodore Roosevelt beauftragt ihn, die Porträts von 200 indianischen Kriegern anzufertigen, die die Schlacht am Little Bighorn überlebt hatten. Während er an diesem Projekt arbeitete, lebte Sharp auf Land der Crow Agency, Montana, wo er 1905 die Absarokee Hut errichtete. Abgesichert durch den Verkauf von 80 seiner Gemälden an Phoebe Hearst gab Sharp den Unterricht auf und begann in Vollzeit zu malen.
Im Jahre 1909 kaufte er eine ehemalige Kapelle in Taos in der Nähe der Wohnung des Künstlers Eanger Irving Couse, um sie als Atelier zu nutzen. 1912 zog er mit seiner Frau in das Gebiet. Er baute ein Haus mit einem Atelier in der Nähe der Kapelle. Das Ensemble dieser Gebäude von beiden Künstlern ist Teil des Eanger Irving Couse House and Studio—Joseph Henry Sharp Studios, das ins National Register of Historic Places aufgenommen wurde.

## Leben

### Jugend und Ausbildung
Sharp wurde am 27. September 1859 in Bridgeport, Ohio, geboren. Seine Eltern waren irische Immigranten. Sein Vater betrieb einen Handel. Von klein auf war Sharp fasziniert von allem, was mit Indianern zu tun hatte. Er ertrank einmal fast bei einem Schwimmunfall. Seine Freunde holten ihn aus dem Wasser und trugen ihn nach Hause, in der Annahme, er sei tot. Seine Mutter schaffte es jedoch, ihn wiederzubeleben, aber sein Gehör blieb dauerhaft geschädigt und er wurde vollständig taub. Daher musste er Lippenlesen lernen und trug ständig ein Schreibbrett bei sich.
Sharps Vater starb, als er zwölf Jahre alt war. Bald darauf begann der Junge in einer Nagel-Fabrik zu arbeiten, um die Familie finanziell zu unterstützen. Im Alter von 14 Jahren machte der Verlust seines Gehörs den weiteren Schulbesuch unmöglich. Er verließ die Schule und zog nach Cincinnati, Ohio, wo er bei einer Tante lebte und arbeitete, um sich selbst zu versorgen und noch Geld an seine Mutter zu senden. Er lernte er an der McMicken School of Design.
1881 reiste Sharp nach Europa, wo er ein Jahr lang an der Königlichen Akademie der Schönen Künste (Koninklijke Academie voor Schone Kunsten van Antwerpen) in Antwerpen, Belgien.
Er kehrte 1883 in die Vereinigten Staaten zurück und unternahm seine erste Reise in den amerikanischen Westen, wo er die Staaten New Mexico, Arizona, Kalifornien und Wyoming besuchte. Zu dieser Zeit begann er Angehörige der Pueblo-, Umatilla-, Klickitat-, Shoshone- und Ute-Stämme zu skizzieren.
1885 reiste er erneut nach Europa zusammen mit John Hauser, einem anderen Künstler aus Cincinnati, der mit ihm an der königlichen Akademie der Bildenden Künste München in München studierte. Sharp vertiefte seine Studien an Der Académie Julian in Paris und in den 1890ern mit Frank Duveneck in Italien.

### Künstlerische Karriere

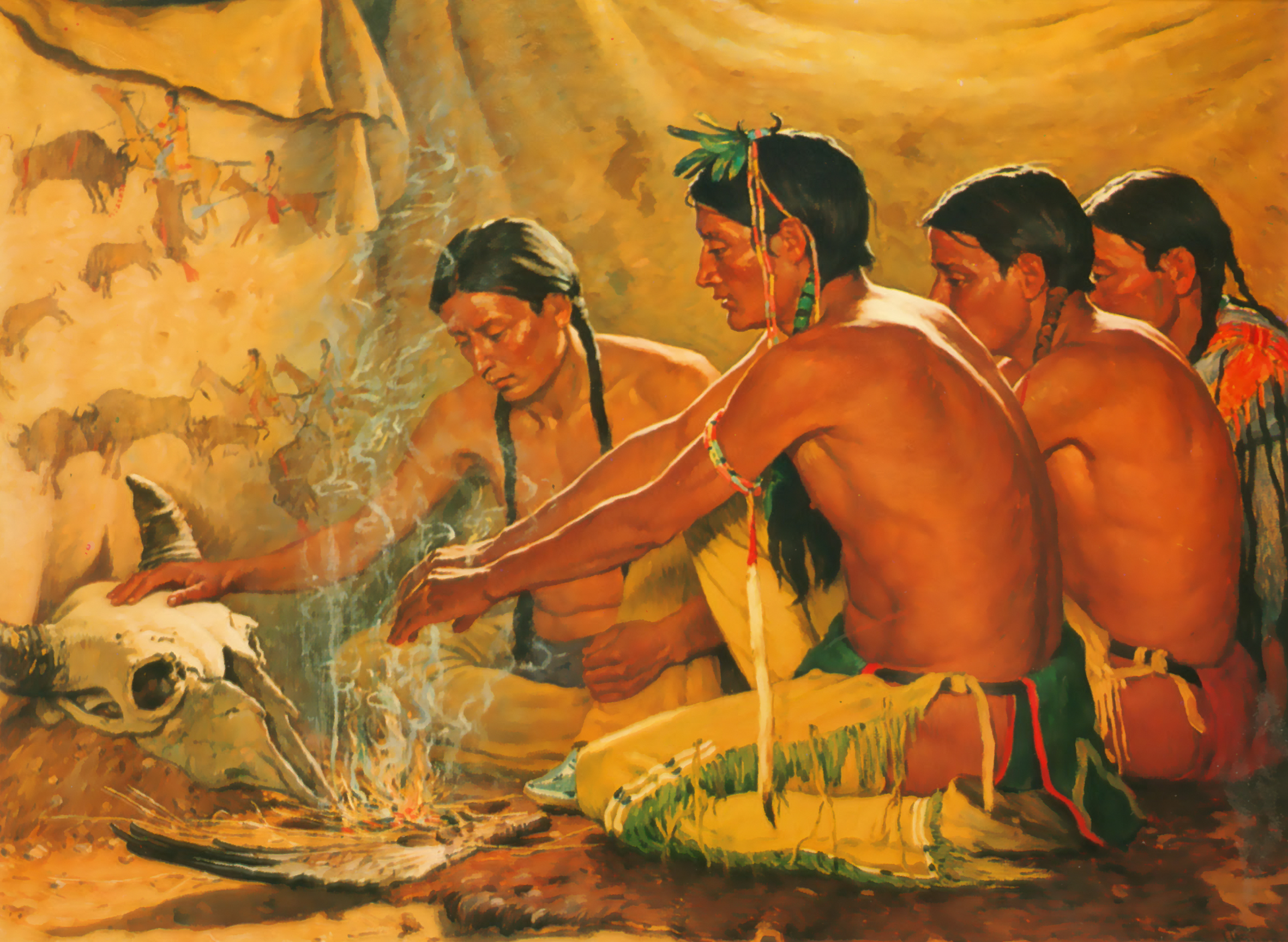
Gebet an den Geist des Büffels. Zeremonie der Blackfoot.

1890 gründete Sharp zusammen mit zwölf anderen Künstlern aus Cincinnati den Cincinnati Art Club.
Er heiratete Addie und lehrte an der Art Academy of Cincinnati. In dieser Zeit malte er vor allem Porträts von Angehörigen der örtlichen Oberschicht.
1893 machte er seine zweite Reise in den amerikanischen Westen in Begleitung seines Freundes John Hauser. Erstmals besuchten sie Taos, New Mexico, da Sharp von Harper’s Weekly den Auftrag erhalten hatte, Illustrationen des Indianerlebens im Taos Pueblo anzufertigen. Die Landschaft der Sangre de Cristo Mountains und die Kultur der Indianer entzündeten seine Begeisterung, die er im nächsten Jahr auf die Kollegen Ernest Blumenschein und Bert Phillips an der Académie Julian übertragen konnte.
Bis 1902 unterrichtete Sharp weiter in Cincinnati. In der Zwischenzeit machte er noch eine Reise nach Montana, wo er auf dem Schlachtfeld der Schlacht am Little Bighorn kampierte. Dort malte er Szenen des Lebens der Indianer und Porträts von Mitgliedern der Prärie-Indianer, vor allem der Crow, Sioux und Nez Percé. 1900 wurden diese Porträts in Washington, D.C. ausgestellt und die Smithsonian Institution erwarb elf der Porträts.
Damit weckte Sharp die Aufmerksamkeit von Präsident Theodore Roosevelt, der Interesse bekam und ihn beauftragte, die Porträts von 200 Indianerkriegern anzufertigen, die die Schlacht am Little Big Horn überlebt hatten. Um in dem Gebiet bleiben zu können, handelte Sharp offenbar ein privates Arrangement mit Samuel Reynolds, dem Agent der US Indian Commission (Crow Agency) aus und erhielt die Erlaubnis, eine Blockhütte auf staatlichem Land zu errichten. Die Blockhütte entstand in der Nähe des Zusammenflusses von Little Bighorn River und Bighorn River. Tatsächlich war die Crow Agency die Eigentümerin der Hütte. Sharp und seine Frau bauten sie 1905 mit Hilfe von Arbeitsdiensten aus dem benachbarten Gefängnis, die von Reynolds organisiert und überwacht wurden.
Sharp nannte die Hütte „Absarokee Hut“. Es handelte sich um eine Einraumhütte mit einem Anbauschuppen mit Schlafmöglichkeit und Küche. Der Mittelbalken der Hütte war hoch genug (5 m bzw. 16.5 ft) um einen Balkon an einer Seite zu stützen, wo Sharp Tierhäute und Indianerdecken aufhängte um den zusätzlichen Raum abzuschirmen und als Gästezimmer zu nutzen. Die Sharps richteten die Hütte mit Möbeln des American Arts and Crafts Movement ein und dekorierten sie mit ihrer Sammlung indianischer Artefakte, unter anderem Navajo-Teppichen, einer Büffel-Robe, Schildern, Töpferwaren und Körben. Die Hütte wurde sogar in der Zeitschrift The Craftsman abgebildet. Sharp lebte und arbeitete dort mietfrei und konnte die Hütte 1922 sogar erwerben.
Phoebe Hearst erwarb 80 von Sharps Indianer-Bildern. Das ermöglichte ihm, den Unterricht aufzugeben und dauerhaft in die Absarokee Hut zu ziehen, wo er nur noch malte. Hearst beauftragte weitere 75 Porträts und Bilder von jedem der großen Great-Plains-Stämme. Hearsts komplette Sammlung der 155 Bilder von Sharp wurde letztlich an die University of California, Berkeley gegeben.
Weiterhin lebte Sharp während der Sommer in New Mexico. 1909 erwarb er in Taos eine ehemalige Kapelle der Los Hermanos de la Fraternidad Piadosa de Nuestro Padre Jesús Nazareno, um sie als Atelier zu nutzen. Damit war er nahe dem Haus von Irving Couse. 1912 ließen sich die Sharps schließlich permanent in Taos nieder, wo Addie 1913 verstarb. Wegen der besonderen Landschaft und des Lichts von New Mexico veränderte Sharp einige seiner Techniken. Obwohl er als akademischer Maler ausgebildet war und gewöhnlich in seinem Atelier arbeitete, begann er mit Freilichtmalerei. 1915 gründete er zusammen mit Couse und weiteren vier Künstlern die Taos Society of Artists. Sie arbeiteten als Verkaufskooperative, um Taos international als Künstlerkolonie bekannt zu machen. Die Society bestand bis 1927.

### Winter in Hawaii
Ab 1930 verbrachte Sharp zusammen mit seiner zweiten Frau Louise mehrere Winter in Hawaii. Dort malte Sharp nur zum Vergnügen. Auf Anfrage eines lokalen Galeristen willigte Sharp ein, einige seiner Werke zu zeigen. Die Sharps überwinterten die nächsten acht Jahre in Hawaii, außer 1931 und 1933, als das Paar die Winter in Mexiko und im Orient verbrachte.

### Würdigung
Das Gilcrease Museum in Tulsa, Oklahoma zeigte 1949 eine Retrospektive von Sharps Werk. Das Museum verfügt auch gegenwärtig über die größte Sammlung seiner Werke.

### Tod und Vermächtnis
Sharp schloss das Studio in Taos, als er 93 Jahre alt war, und reiste nach Kalifornien. Er hatte zwar geplant, im folgenden Jahr zurückzukehren, erkrankte jedoch und starb am 29. August 1953 in Pasadena, CA. In seinem Leben hatte Sharp etwa 10.500 Werke in Öl, Pastell und Wasserfarben sowie Zeichnungen und Drucke hergestellt. Von diesen Werken beschäftigen sich 7.800 mit Indianer-Motiven, 3.200 davon sind Porträts. Als Maler wurde Sharp so zum Historiker des Westens und half, eine verschwindende Kultur zu dokumentieren.

## Studio
Neben der Kapelle in Taos erbaute Sharp ein zweistöckiges Hause mit Atelier. Dieses historische Studio wird als Teil der The Couse/Sharp Historic Site unter „146 Kit Carson Road“ von der The Couse Foundation unterhalten, die öffentliche Führungen anbietet. Die Gebäude sind in das National Register of Historic Places und in das New Mexico Register of Cultural Properties aufgenommen.

### Gemälde
- The Stoic (1914)
- Crow Reservation - Teepees and Indians (Sweat Lodge) (1920)
- Fine Bull
- Grand Canyon
- Hunting Son (1926)
- Sidi-bou-Said, (Tunisia)
- The Chanters (circa 1930)

| Personendaten    | Personendaten                               |
| ---------------- | ------------------------------------------- |
| NAME             | Sharp, Joseph Henry                         |
| KURZBESCHREIBUNG | US-amerikanischer Maler                     |
| GEBURTSDATUM     | 27. September 1859                          |
| GEBURTSORT       | Bridgeport (Ohio), Ohio, Vereinigte Staaten |
| STERBEDATUM      | 29. August 1953                             |
| STERBEORT        | Pasadena (Kalifornien), Kalifornien         |